# Hostin Hradec
Hostin Hradec (též Hostinhrádek, Hostin Hradecz, Hosczin Hrádek německy Hostas Burg nebo Burg des Hosta) byl středověký hrad v Česku. Přesná poloha hradu není známá. V roce 1140 zde zemřel přemyslovský kníže Soběslav I.

## Poloha
Poloha hradu není známá, existuje ale několik teorií, kde by se mohl nacházet.
- Na základě podobnosti jmen Hostin Hradec a Hostinné (německy Arnau) byly většinou činěny pokusy o umístění hradu v oblasti Hostinného.  
  - Zámek Nové Zámky
  - Vrch Bradlo
- Na základě vážného onemocnění knížete se předpokládá, že hrad Hostin Hradec se musel nacházet nedaleko jeho panství Chvojna (Chwoyno). 
  - Vrch Na Hradcích[1]
- Jiné výklady naznačují, že Hostin Hradec je dnešní Hradec Králové.